# Герб Центральноафриканської Республіки
Герб Центральноафриканської Республіки був прийнятий у 1963 році, через 3 роки після оголошення незалежності, при президенті Давида Дако.

## Оформлення герба
У центрі герба знаходиться майже квадратний, розділений на чотири частини щит. У кожній його частині зображені: угорі ліворуч — білий слон на зеленому тлі, праворуч від нього — зелений баобаб на білому тлі, внизу зліва — на жовтому тлі розташовані три чотирипроменеві білі зірки, внизу праворуч — на темно-синьому тлі зображено червоно-коричневу руку. У самому центрі щита знаходиться невеликий червоний квадрат з білим колом усередині, в якому зображена карта Африки і по її центру п'ятипроменева, жовта зірка.
З кожного боку щита зображено прапор Центральноафриканської Республіки. Вище щита — жовте сонце, що сходить, нижче — медаль.
Верх і низ герба закінчується двома стрічками з написами. На верхній стрічці напис на мові санго «Zo kwe zo» («Кожна людина є людиною»), на нижній французькою мовою — «Unité, dignité, travail» («Єдність, гідність, праця»).

## Значення символів
Слон і баобаб символізують природу і фортецю країни. Рука є символом політичної партії, яка була при владі коли приймався герб. Три зірки означають алмази, якими багата країна. Центральна частина герба з п'ятипроменевою зіркою символізує центральне становище республіки на африканському континенті.
17 променів сонця символізують 16 префектур і столицю Бангі.